# Tony Weeden
Anthony L. Weeden jr., detto Tony (Indianapolis, 25 luglio 1983), è un ex cestista statunitense, professionista in Europa.
Da gennaio al luglio 2011 è stato sospeso dalla FIBA per uso di sostanze dopanti.

## Palmarès
- Supercoppa polacca: 1

Starogard Gdański: 2011